# Fechtweltmeisterschaften 1947
Die 3. Fechtweltmeisterschaft fand 1947 in Lissabon statt, im Palácio das Exposições (seit 1984 Pavilhão Carlos Lopes). Es wurden acht Wettbewerbe ausgetragen, sechs für Herren und zwei für Damen.

## Herren

### Florett, Einzel
| Platz | Land | Sportler            |
| ----- | ---- | ------------------- |
| 1     | FRA  | Christian d’Oriola  |
| 2     | ITA  | Manlio Di Rosa      |
| 3     | ITA  | Edoardo Mangiarotti |

### Florett, Mannschaft
| Platz | Land       | Sportler                                                                                             |
| ----- | ---------- | --- |
| 1     | Frankreich | André Bonin, René Bougnol, Jéhan Buhan, Christian d’Oriola, Adrien Rommel                            |
| 2     | Italien    | Giancarlo Bergamini, Manlio Di Rosa, Giuliano Nostini, Renzo Nostini, Giorgio Pellini, Saverio Ragno |
| 3     | Belgien    | Robert Michiels, Paul Valcke, André van de Werve de Vorsselaer, Édouard Yves                         |
| 4     | Ägypten    | |

### Degen, Einzel
| Platz | Land | Sportler            |
| ----- | ---- | ------------------- |
| 1     | FRA  | Édouard Artigas     |
| 2     | SWE  | Bengt Ljungquist    |
| 3     | BEL  | Raoul Henkart       |
| 4     | ITA  | Edoardo Mangiarotti |

### Degen, Mannschaft
| Platz | Land       | Sportler                                                                                                  |
| ----- | ---------- | --- |
| 1     | Frankreich | Édouard Artigas, Jéhan Buhan, Marcel Desprets, Henri Guérin, Henri Lepage, Michel Pécheux                 |
| 2     | Schweden   | Per Carleson, Sven Fahlman, Carl Forssell, Bengt Ljungquist, Sven Thofelt                                 |
| 3     | Italien    | Stefano Allochio, Luigi Cantone, Ercole Domeniconi, Dario Mangiarotti, Edoardo Mangiarotti, Saverio Ragno |

### Säbel, Einzel
| Platz | Land | Sportler               |
| ----- | ---- | ---------------------- |
| 1     | ITA  | Aldo Montano           |
| 2     | BEL  | Georges de Bourguignon |
| 3     | ITA  | Gastone Darè           |

### Säbel, Mannschaft
| Platz | Land    | Sportler                                                                                     |
| ----- | ------- | -------------------------------------------------------------------------------------------- |
| 1     | Italien | Gastone Darè, Umberto de Martino, Carlo Filogano, Aldo Montano, Vincenzo Pinton, Mauro Racca |
| 2     | Belgien | Robert Bayot, Georges de Bourguignon, Ferdinand Jassogne, Édouard Yves                       |
| 3     | Ägypten | Salah Dessouki, Mohamed Abdel Rahman, Mahmoud Younes, Mohamed Zulficar                       |

## Damen

### Florett, Einzel
| Platz | Land | Sportlerin           |
| ----- | ---- | -------------------- |
| 1     | AUT  | Ellen Müller-Preis   |
| 2     | ITA  | Silvia Strukel       |
| 3     | FRA  | Louisette Malherbaud |

### Florett, Mannschaft
| Platz | Land       | Sportlerinnen                                                                         |
| ----- | ---------- | ------------------------------------------------------------------------------------- |
| 1     | Dänemark   | Karen Lachmann, Kate Mahaut, Grete Olsen, Ulla Poulsen                                |
| 2     | Frankreich | Jacqueline Baudot, Renée Garilhe, Francoise Gouny, Alice Karren, Louisette Malherbaud |
| 3     | Italien    | Cleo Balbo, Welleda Cesari, Elena Libera, Alberta Lorenzoni, Silvia Strukel           |

## Medaillenspiegel
| Platz | Land       | Gold | Silber | Bronze | Gesamt |
| ----- | ---------- | ---- | ------ | ------ | ------ |
| 1     | Frankreich | 4    | 1      | 1      | 6      |
| 2     | Italien    | 2    | 3      | 4      | 9      |
| 3     | Österreich | 1    | –      | –      | 1      |
|       | Dänemark   | 1    | –      | –      | 1      |
| 5     | Belgien    | –    | 2      | 2      | 4      |
| 6     | Schweden   | –    | 2      | –      | 2      |
| 7     | Ägypten    | –    | –      | 1      | 1      |